# Homaloptera vanderbilti
Homaloptera vanderbilti är en fiskart som beskrevs av Fowler, 1940. Homaloptera vanderbilti ingår i släktet Homaloptera och familjen grönlingsfiskar. Inga underarter finns listade i Catalogue of Life.